# Chrysomya vanemdeni
Chrysomya vanemdeni är en tvåvingeart som beskrevs av Zumpt 1953. Chrysomya vanemdeni ingår i släktet Chrysomya och familjen spyflugor.
Artens utbredningsområde är Tanzania. Inga underarter finns listade i Catalogue of Life.